# Study Butte-Terlingua
Study Butte-Terlingua és una concentració de població designada pel cens dels Estats Units a l'estat de Texas. Segons el cens del 2000 tenia 267 habitants.

## Demografia
Segons el cens del 2000, Study Butte-Terlingua tenia 267 habitants, 104 habitatges, i 60 famílies. La densitat de població era de 6,5 habitants per km².
Dels 104 habitatges en un 28,8% hi vivien nens de menys de 18 anys, en un 44,2% hi vivien parelles casades, en un 7,7% dones solteres, i en un 42,3% no eren unitats familiars. En el 36,5% dels habitatges hi vivien persones soles el 5,8% de les quals corresponia a persones de 65 anys o més que vivien soles. El nombre mitjà de persones vivint en cada habitatge era de 2,57 i el nombre mitjà de persones que vivien en cada família era de 3,58.
Per edats la població es repartia de la següent manera: un 29,2% tenia menys de 18 anys, un 9,7% entre 18 i 24, un 25,1% entre 25 i 44, un 25,5% de 45 a 60 i un 10,5% 65 anys o més.
L'edat mediana era de 34 anys. Per cada 100 dones de 18 o més anys hi havia 139,2 homes.
La renda mediana per habitatge era de 35.357 $ i la renda mediana per família de 33.750 $. Els homes tenien una renda mediana de 17.366 $ mentre que les dones 16.563 $. La renda per capita de la població era de 15.052 $. Aproximadament el 10,2% de les famílies i el 19,2% de la població estaven per davall del llindar de pobresa.

## Poblacions més properes
El següent diagrama mostra les poblacions més properes.